# Szaloncukor

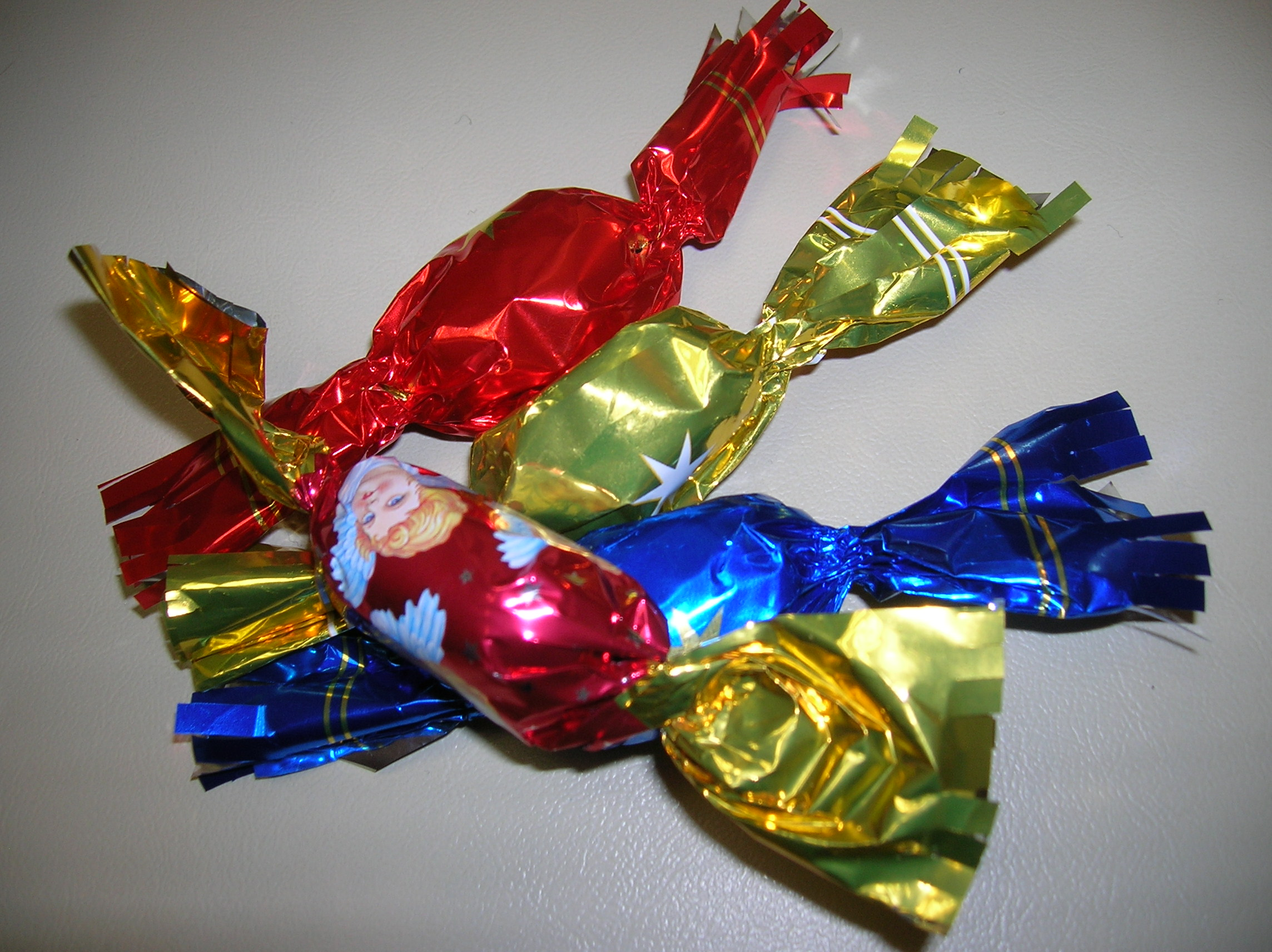
Alcuni szaloncukrok nei loro involucri colorati

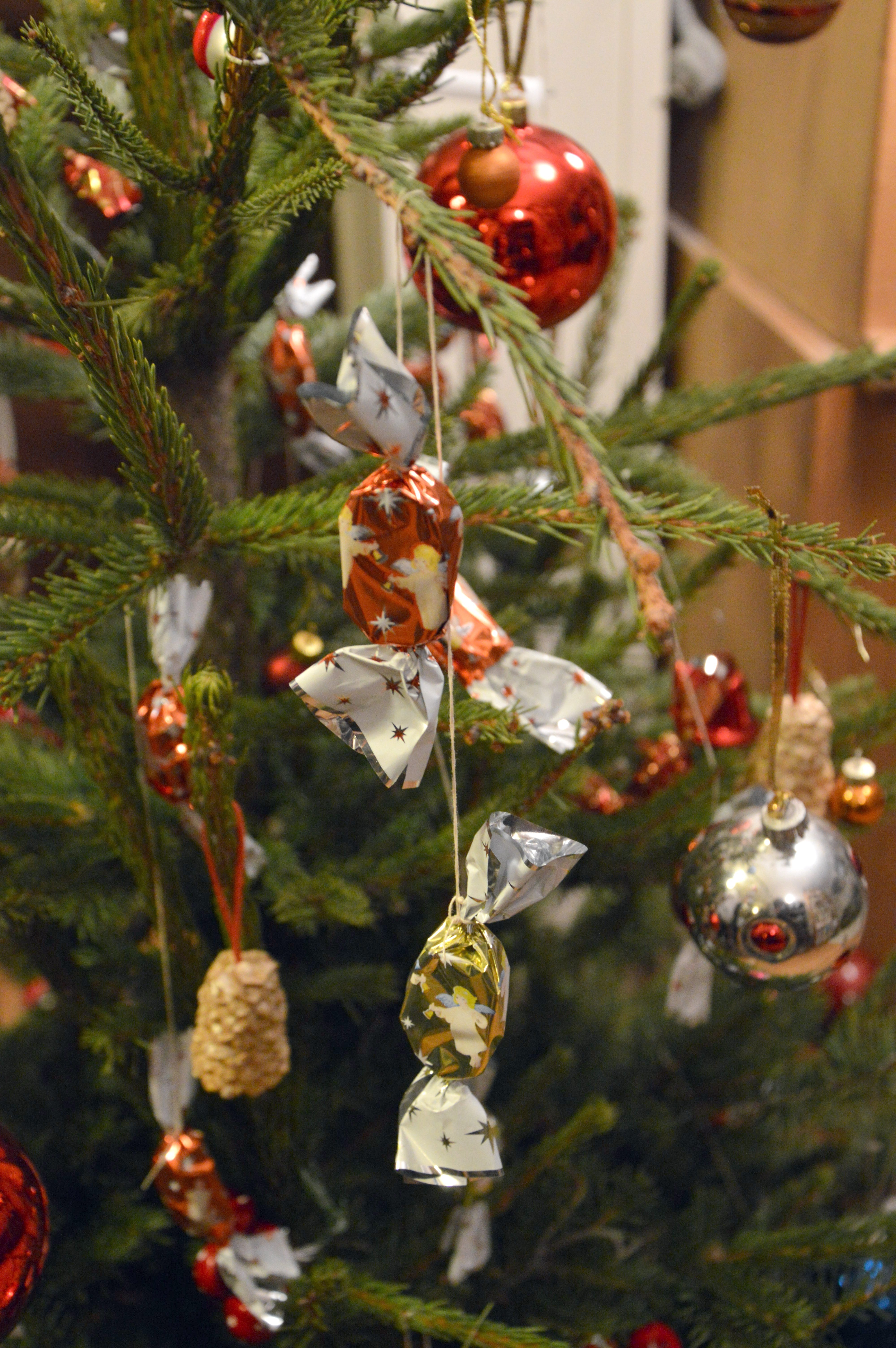
Szaloncukrok usati come decorazione per l'albero di Natale

I szaloncukrok (sing.: szaloncukor, pron.: /'sɒloŋtsukor/, letteralmente: "confetto/caramella/zuccherini da salotto") sono dei dolcetti solitamente ricoperti di cioccolato  e con ripieno a base di marzapane o ciliegie al cognac o cocco o mandorle o frutta o altro, tipici del periodo natalizio in Ungheria, dove - grazie ai loro involucri colorati  - sono usati anche come decorazioni per l'albero di Natale. Oltre che in Ungheria, sono diffusi anche in Slovacchia, dove sono noti come i salónky (sing.: salónka).

## Etimologia
Il termine szaloncukor deriva del tedesco Salonzucker.

## Storia
Le origini del szaloncukor sono incerte: si pensa che la ricetta abbia avuto origine in Francia nel XIV secolo.
I szaloncukrok iniziarono a diventare popolari in Ungheria nel XIX secolo, grazie a pasticceri quali Gerbeaud e Stühmer. Si calcola che all'epoca esistessero ben 17 diverse ricette per la preparazione di questi dolcetti, secondo quanto riportava un libro di cucina del 1891.
Sempre nel XIX secolo, si diffuse la tradizione di decorare gli alberi di Natale con i szaloncukrok.Inizialmente, questa tradizione si diffuse presso le famiglie più agiate e a tale circostanza si deve anche il nome del dolcetto, che - come detto - significa "confetto da salotto".
Risale invece soltanto agli anni sessanta del XX secolo la copertura al cioccolato fondente.

## Ingredienti
Gli ingredienti principali per preparare i szaloncukrok sono:
- 50 dg zucchero
- un cucchiaio di acqua
- cioccolato o cacao

## Varianti
Il ripieno degli szaloncucrok può contenere il seguente ingrediente:
- Gelatina (variante chiamata: zselés szaloncukor[2])
- Marzapane
- Ciliegia al cognac
- Cocco
- Mandorle
- Castagne
- Fragole
- yoghurt
- cannella
- tiramisù

## Produzione e consumo
Si calcola che ogni anno vengano vendute in Ungheria 6.500 tonnellate di szaloncukrok.